# Ion Iliescu (parlamentar)
Ion Iliescu (n 10 august 1940) este un politician român, care a fost deputat în legislatura 1990-1992 (până la 27 septembrie 1990) și senator în legislatura 2000-2004. În ambele alegeri a candidat în circumscripția electorală nr. 22 din Hunedoara (din partea FSN și PDSR). Ca deputat a fost membru în Comisia pentru muncă, sănătate, protecție socială și statutul femeii în societate, iar în cadrul mandatului de senator a fost secretar al Comisiei pentru sănătate publică și membru al Comisiei parlamentare a revoluționarilor din Decembrie 1989.
De profesie Iliescu este medic chirurg. În perioada 1993-1996 a fost director al Spitalului Județean din Deva. 